# Sermaise (Essonne)
 Sermaise  es una población y comuna francesa, ubicada en la región de Isla de Francia, departamento de Essonne, en el distrito de Étampes y cantón de Saint-Chéron.

## Demografía
| 529 | 544 | 912 | 1163 | 1375 | 1471 |
| Para los censos de 1962 a 1999 la población legal corresponde a la población sin duplicidades (Fuente: INSEE [Consultar]) |     |     |      |      |      |